# Tonnay-Charente
Tonnay-Charente – miejscowość i gmina we Francji, w regionie Nowa Akwitania, w departamencie Charente-Maritime.
Według danych na rok 1990 gminę zamieszkiwały 6814 osoby, a gęstość zaludnienia wynosiła 198 osób/km² (wśród 1467 gmin regionu Poitou-Charentes Tonnay-Charente plasuje się na 20. miejscu pod względem liczby ludności, natomiast pod względem powierzchni na miejscu 119.).